# Cavaria con Premezzo
Cavaria con Premezzo, (Cavària con Premèzz in dialetto locale, AFI: [kaˈvaːrja kũː preˈmɛt͡s]) è un comune italiano di 5 761 abitanti in provincia di Varese in Lombardia.

## Storia
Sulla precisa origine di Premezzo le notizie sono incerte, si ipotizza però che il borgo sia di origine romana mentre l'intitolazione della chiesa parrocchiale a sant'Antonino, un militare, fa risalire la fondazione del luogo di culto all'epoca longobarda.
Il primo nucleo abitato è un monastero benedettino e da questo deriva il nome: Cavaria è infatti una deformazione dell'originale La Calvaria che, col tempo, ha perso la L e l'articolo che è rimasto nel nome in dialetto La Cavària e Premèzz.
Fino al 1924 il comune era denominato "Cavaria".

### Simboli
Lo stemma comunale e il gonfalone sono stati concessi con decreto del presidente della Repubblica del 24 agosto 1954. Lo stemma si può blasonare: 
Il gonfalone è un drappo partito di azzurro e di bianco.

## Monumenti e luoghi d'interesse

### Architetture religiose
- Chiesa parrocchiale di Cavaria dedicata ai santi Quirico e Giulitta martiri: edificata dal 16 agosto 1813 nei pressi della precedente e poi abbattuta chiesa parrocchiale già cappella dell'omonimo monastero femminile benedettino. Le volte della chiesa sono affrescate con racemi e volute di passiflora dipinte in grigio su fondo azzurro.
- Oratorio di Piergiorgio Frassati, a pochi passi dalla chiesa parrocchiale di Cavaria è stato edificato a partire dagli anni settanta del XVIII secolo, precedentemente sullo stesso sito era presente un'edicola dedicata al medesimo santo.
- Chiesa parrocchiale di Premezzo dedicata a sant'Antonino martire: di origine medioevale ha subito lavori di ingrandimento nella prima metà del Novecento. Di particolare interesse l'affresco cinquecentesco con l'adorazione dei pastori, l'altare ligneo settecentesco probabilmente ridipinto in concomitanza coi lavori di ingrandimento della chiesa e il soffitto a cassettoni.
- Chiesetta di San Luigi Gonzaga, a Premezzo basso.
- Cappella dell'oratorio di Cavaria
- Cappella del cimitero con vetrata di Marco Foderati.

### Altri luoghi di interesse
In collaborazione con i comuni di Besnate e Jerago con Orago è stato allestito un parco intercomunale denominato della "Valle del Boia" con un'area attrezzata per grigliate e pic nic in territorio comunale di Cavaria con Premezzo e raggiungibile da via Montello a Premezzo.
Nel locale cimitero, nella tomba di famiglia, sono state deposte le ceneri della cantante e cantautrice italiana Mia Martini.

## Società

### Evoluzione demografica
Abitanti censiti

### Istituzioni, enti e associazioni
Nel 1999 è stata fondata la Pro loco di Cavaria associazione attiva nella promozione socio culturale del comune.

### Religione

#### Patroni
- Cavaria ha come patroni i santi Quirico e Giulitta e come con patrona la Madonna Addolorata. L'oratorio di Cavaria è dedicato al beato Pier Giorgio Frassati. Nel centro del paese a pochi passi dalla chiesa parrocchiale esiste la chiesetta di San Rocco edificata nella seconda metà del XVIII secolo.
- Premezzo ha come patrono il santo martire Antonino e come compatroni san Luigi Gonzaga e la Madonna del Rosario.

## Cultura

### Eventi
- Falò della Giobia, ultimo giovedì di gennaio posticipato di un giorno per motivi organizzativi.
- Pan Pesitt e Salamitt, secondo week end di maggio, in questa occasione si tiene il memoriale per Mia Martini
- Festa di fine estate, la prima domenica di settembre (a favore della Lega italiana per la lotta al tumore);
- San Martino, seconda domenica di novembre per la fine dell'autunno.
- Cross country dei 7 campanili, gara podistica che si svolge a metà ottobre;

Oltre queste feste si alternano altre manifestazioni.

## Infrastrutture e trasporti
Tramite ferrovia con fermata alla stazione di Cavaria-Oggiona-Jerago e tramite A8 Milano Varese con uscita Cavaria la prima dopo Gallarate per chi viene da Milano diretto a Varese.

## Amministrazione
Di seguito è presentata una tabella relativa alle amministrazioni che si sono succedute in questo comune.
| Periodo | Periodo   | Primo cittadino     | Partito                            | Carica  | Note |
| ------- | --------- | ------------------- | ---------------------------------- | ------- | ---- |
| 1945    | 1946      | Pietro Curioni      |                                    | sindaco |      |
| 1946    | 1948      | Ambrogio Bottini    |                                    | sindaco |      |
| 1948    | 1953      | Antonio Zeni        |                                    | sindaco |      |
| 1953    | 1958      | Alberto Croce       |                                    | sindaco |      |
| 1958    | 1970      | Goffredo Colombo    |                                    | sindaco |      |
| 1970    | 1974      | Francesco Caccia    |                                    | sindaco |      |
| 1974    | 1975      | Angelo Mazzucchelli |                                    | sindaco |      |
| 1975    | 1980      | Antonio Colombo     |                                    | sindaco |      |
| 1980    | 1985      | Marino Vatteroni    |                                    | sindaco |      |
| 1985    | 1990      | Elio Valli          |                                    | sindaco |      |
| 1990    | 1994      | Flavio Colombo      |                                    | sindaco |      |
| 1994    | 2004      | Gian Mario Mercante | lista civica                       | sindaco |      |
| 2004    | 2009      | Ruggero Busellato   | lista civica di centro-sinistra    | sindaco |      |
| 2009    | 2019      | Alberto Tovaglieri  | lista civica "Un comune da vivere" | sindaco |      |
| 2019    | In carica | Franco Zeni         | Lega-Lista Civica                  | sindaco |      |